# Callixenus van Rhodos
Callixenus van Rhodos (Oudgrieks: Καλλίξεινος ὁ Ῥόδιος) was een uit Rhodos afkomstige hellenistische auteur en geschiedschrijver in de 3e eeuw v.Chr.
Hij leefde in Alexandrië ten tijde van de Ptolemaeën (van de regering van Ptolemaeus II Philadelphus tot die van Ptolemaeus IV Philopator, oftewel van 285 tot 204 v.Chr.) en schreef diverse, meestal slechts in andere werken geciteerde geschriften (zoals bij Athenaeus van Naucratis in diens Deipnosophistae) met beschrijvingen en taferelen van het leven en de actuele gebeurtenissen in Alexandrië, ook die van het hof (bijvoorbeeld de beschrijving van de thalamegos van Ptolemaeus IV Philopator of de grote processie van Ptolemaeus II Philadelphus).

## Editie
- Die Fragmente der griechischen Historiker, nr. 627.